# Salonfähig – Wer macht schöner?
Salonfähig – Wer macht schöner? ist eine deutsche Reality-Soap für VOX.

## Handlung
Salonfähig – Wer macht schöner? dreht sich um Schönheitssalons und deren Besitzer, die sich gegenseitig bewerten, ähnlich dem Konzept von Mein Lokal, Dein Lokal. Jede Woche findet die Sendung in 5 verschiedenen Beautysalons statt. Am Ende der Woche werden die Bewertungen in den Kategorien „Ambiente“, „Angebot und Preis“ sowie „Treatments“ verglichen und der Gewinner bekommt 3.000 Euro.

## Einschaltquoten
Eine ähnliche Sendung 2016 namens Spa Wars hatte schlechte Quoten, die vierwöchige Testphase 2020 hatte im Schnitt 6,6 % Marktanteil in der Zielgruppe.

## Episodenliste
Ab 18. Januar 2020 lief eine vierwöchige Testphase der Sendung, danach lief Staffel 1 vom 8. bis zum 12. Februar regulär bei Vox ab 16:00 Uhr. Seit 5. Februar 2021 wird Staffel 2 freitags bis mittwochs ausgestrahlt.

## Rezeption
„Da wo […] geht es nun plötzlich um Botox-Partys, Hyaloronkomplexe, Elektroporation und das Tonisieren von Gesichtern. Sie haben kein Wort verstanden außer Partys? Eben. "Salonfähig – Wer macht schöner?" ist damit vermutlich recht weit weg von den Lebensrealitäten vieler Zuschauer am Nachmittag, da können auch die eigentlich sehr gut gecasteten Beautysalon-Besitzer nichts ändern.“